# Zayandeh
De Zayandeh of Zayandeh Rud is een rivier in de provincie Isfahan in Iran. Rud betekent rivier in het Farsi. De rivier ontspringt in het Zagrosgebergte en mondt uit in het Gavkhunimeer, een zoutmeer ten zuidoosten van Isfahan. Over de rivier ligt onder andere de bekende brug Si-o-se Pol. De rivier was een van de weinige rivieren in Iran die vrijwel het hele jaar door water voerde. Door de combinatie van bevolkingaangroei en industrialisering in de regio, drogere jaren en het ontbreken van een degelijke planning kwamen er sinds einde 20e eeuw meerdere periodes van seizoensdroogte voor tot de rivier in 2010 helemaal droogviel.

## Ligging
De bron ligt nabij de plaats Chelgard. Ten zuidwesten van deze plaats, aan de andere kant van een bergrug, stroomt de Koohrangrivier, die via de Karoen in de Perzische Golf uitmondt. In de Koohrangrivier is ongeveer 4 km zuidwest van Chelgard een dam gemaakt vanwaar, via een 2,8 km lange tunnel door de bergrug, water naar de Zayandeh wordt geleid. Het doel hiervan was om Isfahan en andere steden langs de Zayandeh van voldoende water te voorzien. 
Reeds sinds het tijdperk van sjah Abbas I van Perzië zijn er pogingen gedaan om water uit de Koohrang om te leiden naar de Zayandeh. Uiteindelijk slaagde men er tussen 1948 en 1954 in om de benodigde tunnel aan te leggen.
In de middenloop van de rivier, ongeveer 100 km vanaf de bron, bevindt zich een dam bij Chadegan die is bedoeld om de watervoorziening voor Isfahan te reguleren. Daar is ook een hydro-elektrische centrale. Een kleine 100 km na deze dam bereikt de rivier de stad Isfahan, die ongeveer halverwege de bron en de (vroegere) monding ligt. Nog 200 km verderop stroomde het water vroeger tot in het Gavkhunimeer. Dat meer wordt in de 21e eeuw niet meer door het water bereikt.

## Geschiedenis
De oudste sporen van menselijke bewoning langs de rivier zijn gevonden in de grotten van Qaleh Bozi bij Dizicheh ten zuidwesten van Isfahan. Meer dan 40.000 jaar geleden werden deze grotten in het paleolithicum gebruikt door groepen jagers (Neanderthalers), waar ze stenen werktuigen en botten van dieren hebben achtergelaten. Een prehistorische cultuur, de Zayandeh River Civilization,  floreerde in het 6e millennium v.Chr. langs de oevers van de Zayandeh.
In de 17e eeuw ontwikkelde Shaikh Bahai (een invloedrijk geleerde en adviseur van de Safavid dynastie), een systeem van kanalen (maadi), om water naar de wijken van Isfahan te verdelen. Het rivierwater maakte bevolkingsgroei en economische groei van de stad mogelijk waardoor Isfahan een invloedrijk centrum werd met parken en een groene omgeving midden in de woestijn. In deze stad (en in andere steden) wordt de rivier overbrugd door een aantal historische bruggen.

## Watergebruik

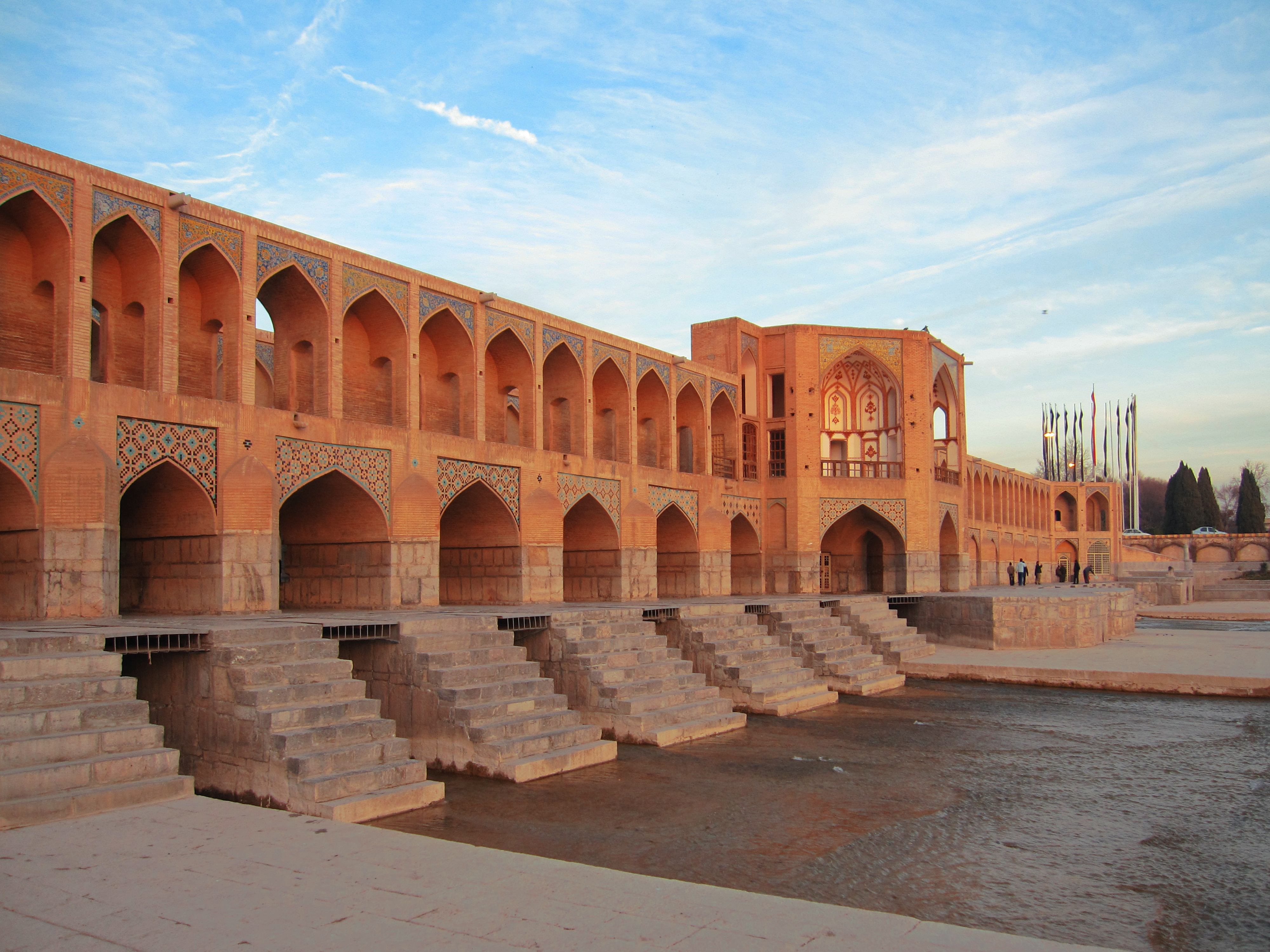
Khajubrug, januari 2010

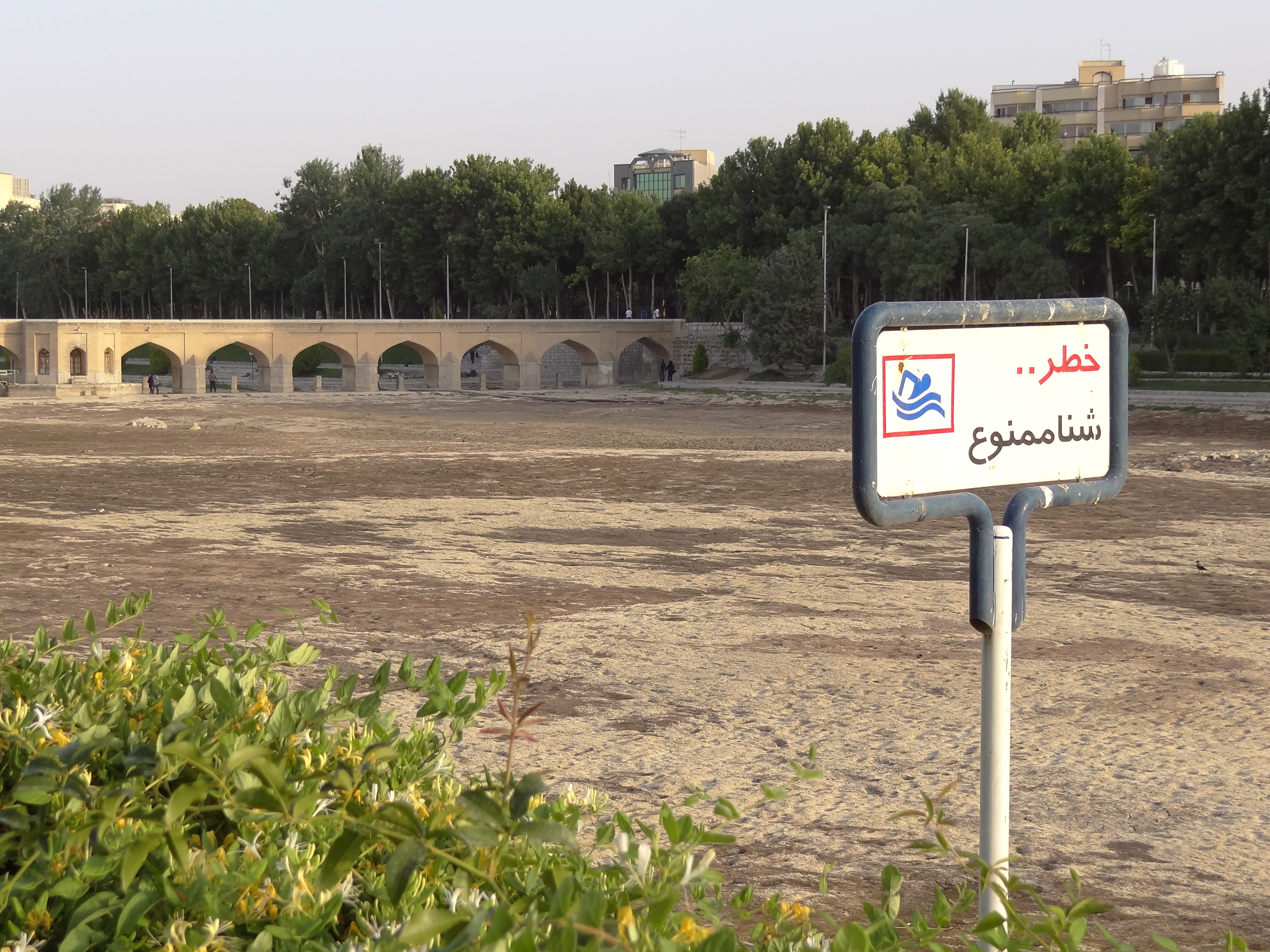
Droge rivierbedding, juni 2012

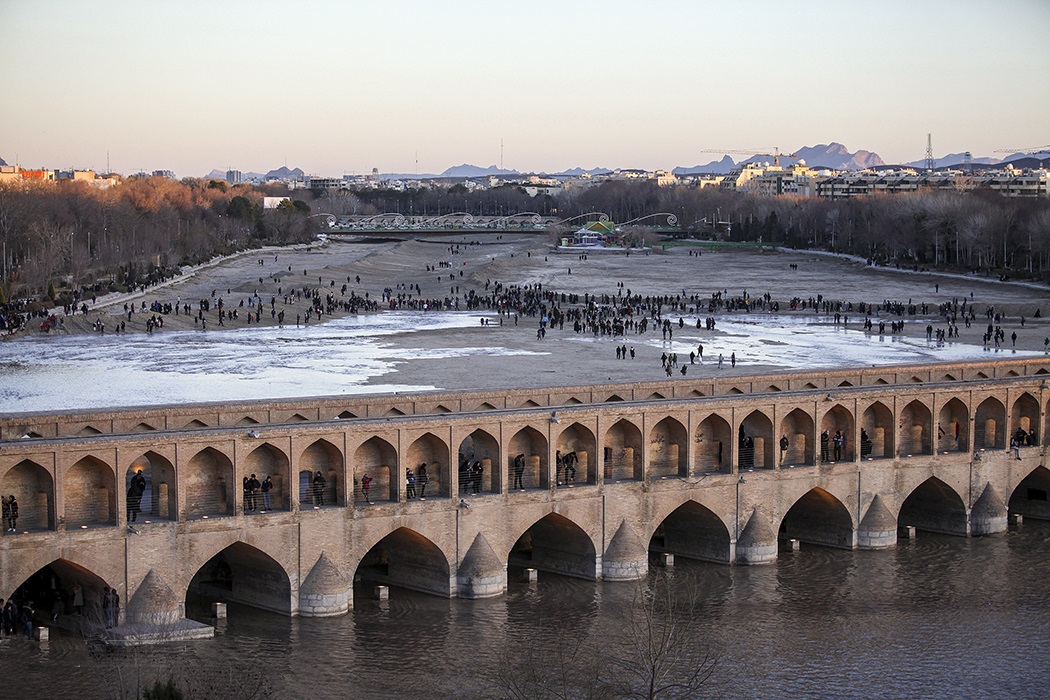
Er is weer water, januari 2019

Isfahan is al sinds eeuwen een oase-nederzetting, met omliggende vruchtbare landerijen die resulteren in relatieve welvaart. Tot de jaren 1960 was het industrieel watergebruik minimaal, zodat het schaarse water vooral in de landbouw kon worden gebruikt. Door groeiende bevolking in het stroomgebied en verhoging van de levensstandaard in de stad, werd de druk op het watergebruik steeds groter. Hierdoor waren de sinds eeuwen bestaande regels voor de waterverdeling niet meer toepasbaar. De komst van staalfabrieken en andere industrieën vereisten eveneens voorziening van water.
Het project om de Chadegan-dam aan te leggen en een reservoir te laten ontstaan (1972) was bedoeld om de watertoevoer te stabiliseren en elektriciteit op te wekken. Het reservoir heeft sinds 1972 het optreden van seizoensoverstromingen helpen voorkomen. 80% van het water dat uit de Zayandeh wordt onttrokken wordt gebruikt in de landbouw, 10% is voor menselijk gebruik (voor 4,5 miljoen inwoners), 7% is voor industrieel gebruik en 3% voor overig gebruik.
Hoewel het opdrogen van de benedenloop van de Zayandeh aan droogtes wordt toegeschreven, is de invloed van de mens vrij groot. Mismanagement en te veel watergebruik resulteerden eerst in het droogvallen van de rivier in de droogste maanden, uiteindelijk tot het opdrogen van de rivier zelfs voordat deze Isfahan bereikt.
Er zijn studies gedaan naar verbetering van de timing van de waterafgifte bij de Chadegan-dam. Een efficiënter agrarisch watergebruik wordt onderzocht omdat dit een flinke besparing kan opleveren. 
In 2019 stroomde er voor het eerst in enkele jaren weer water door de rivier bij Isfahan.

## Bruggen
De oudste brug die bij Isfahan de rivier over gaat, is gebouwd in de 5e eeuw n. Chr. Deze is nog steeds in gebruik als voetgangersbrug. De Marnanbrug dateert uit de 16e eeuw, de Si-o-se Pol uit 1632 en de Khajubrug uit 1650. Dit zijn alle voetgangersbruggen.

## Afbeeldingen

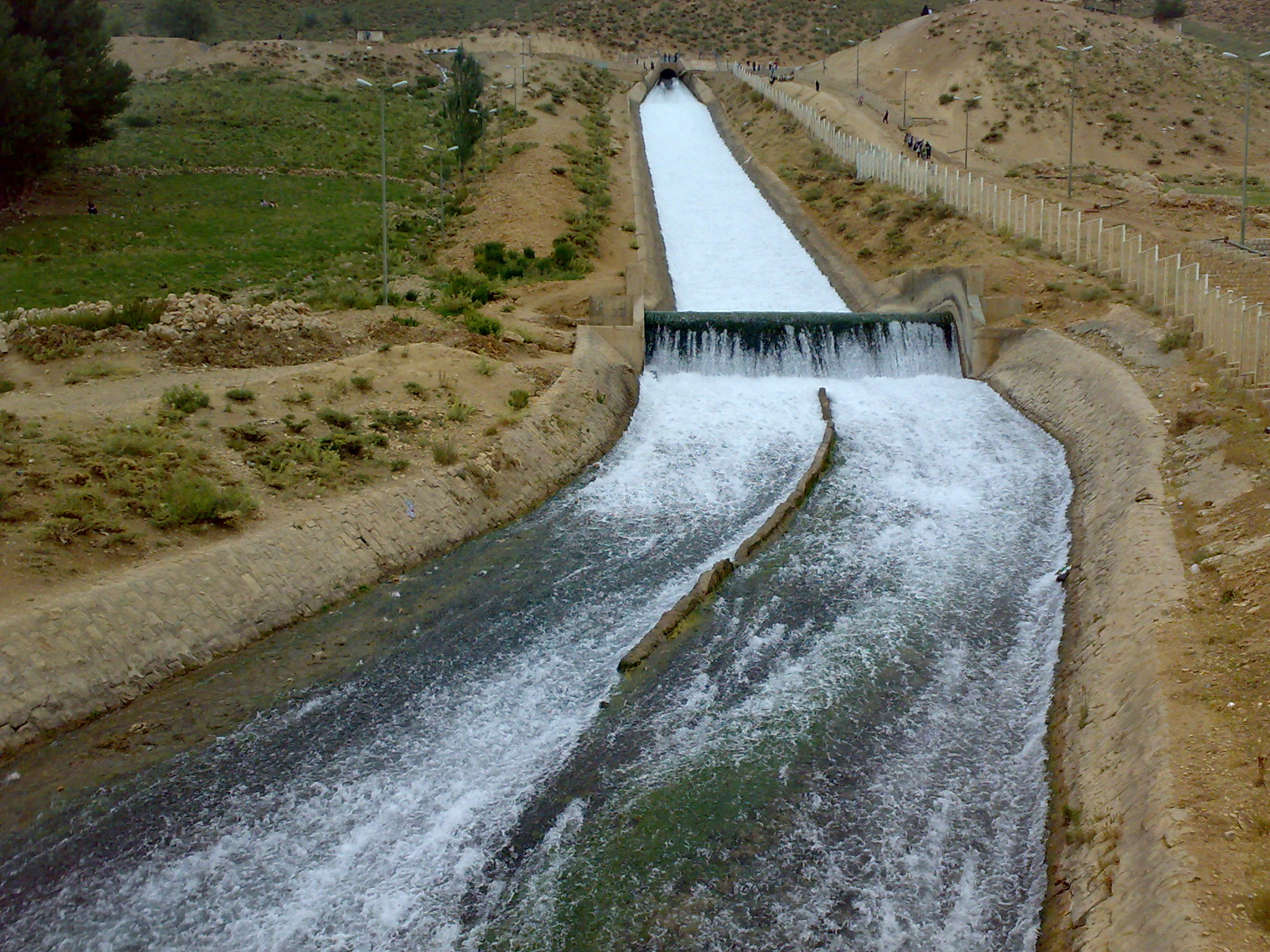
Uiteinde Koohrangtunnel, die water door de bergrug aanvoert
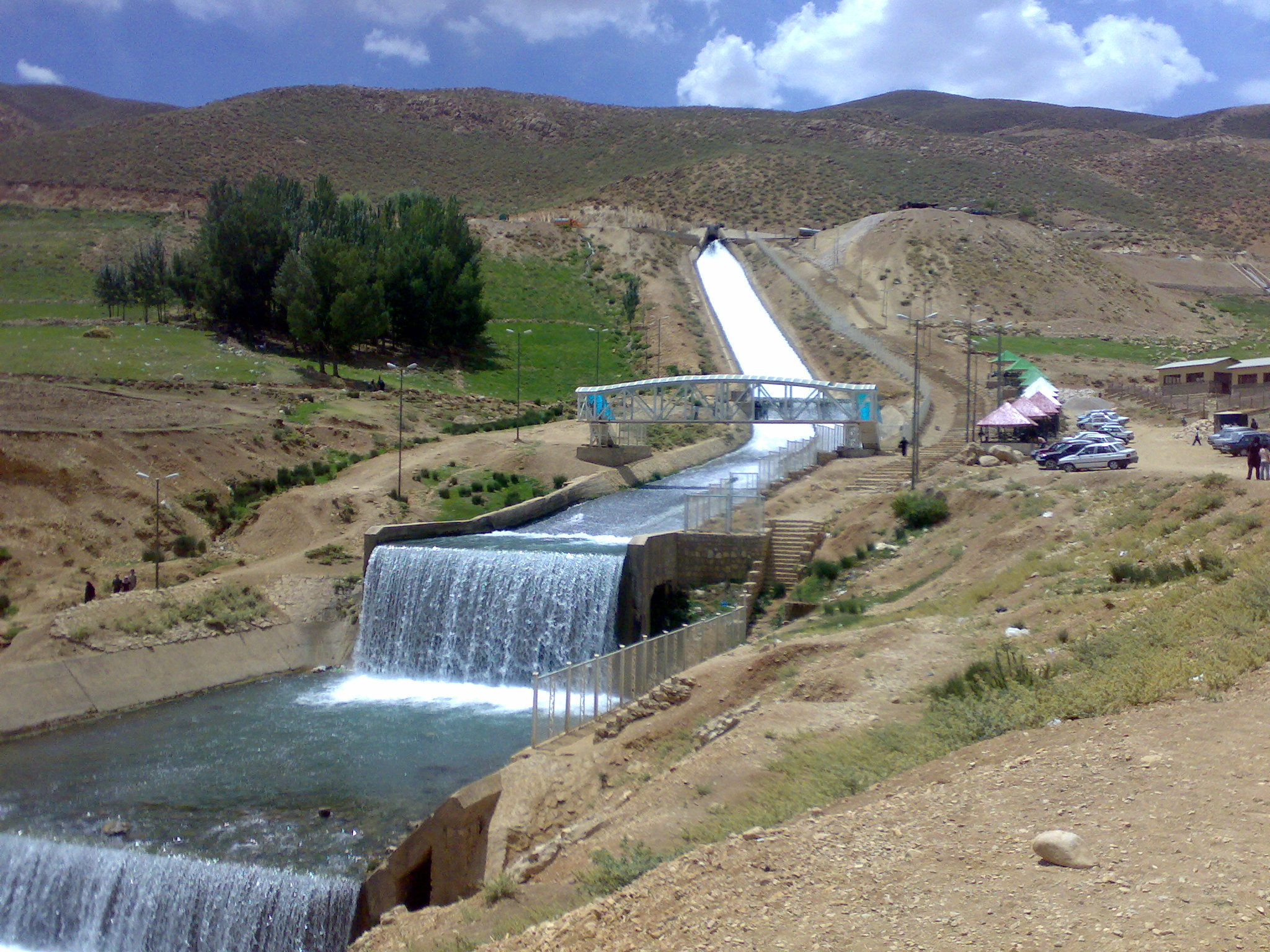
Zelfde
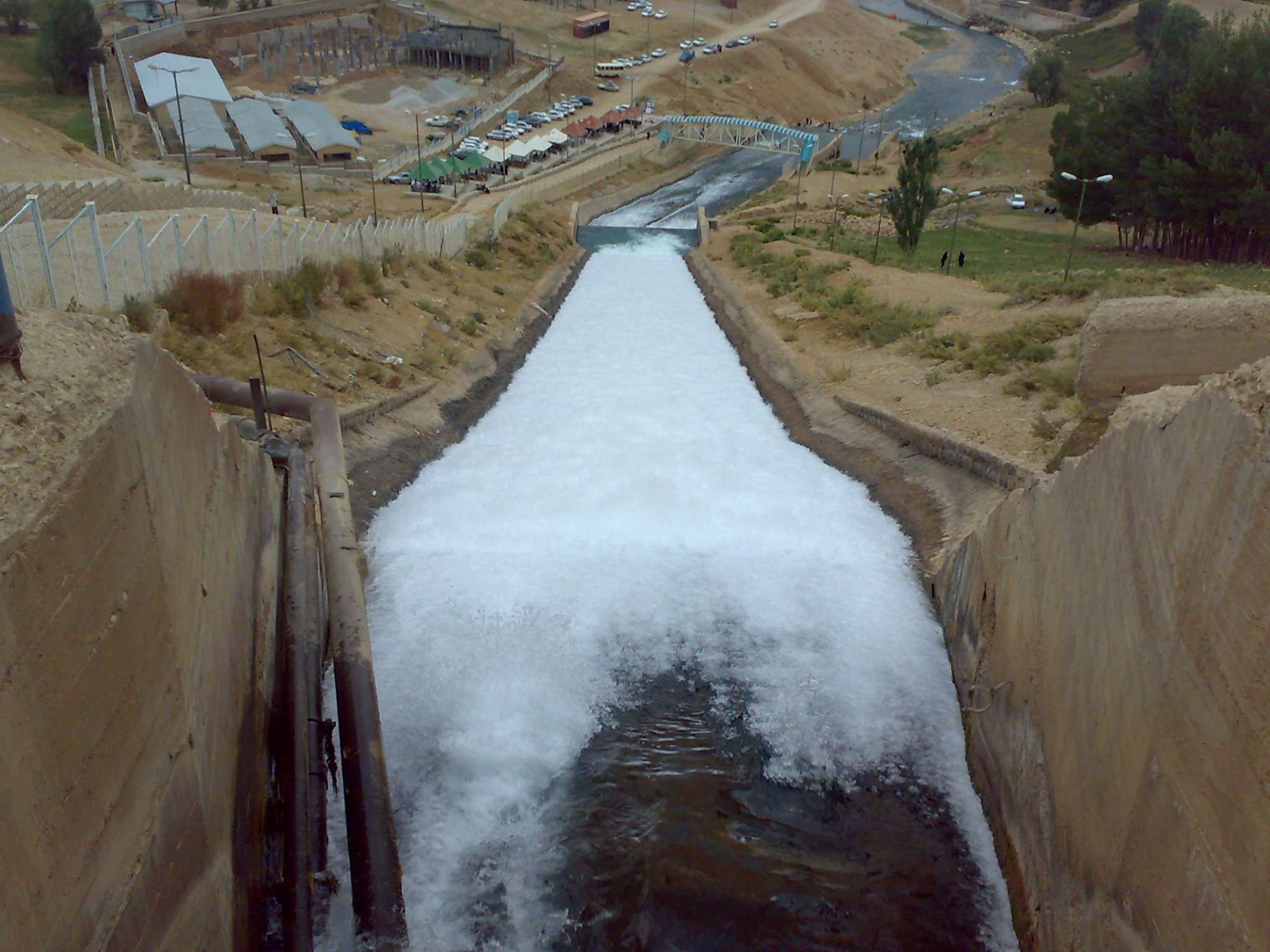
Zelfde, stroomafwaarts gezien
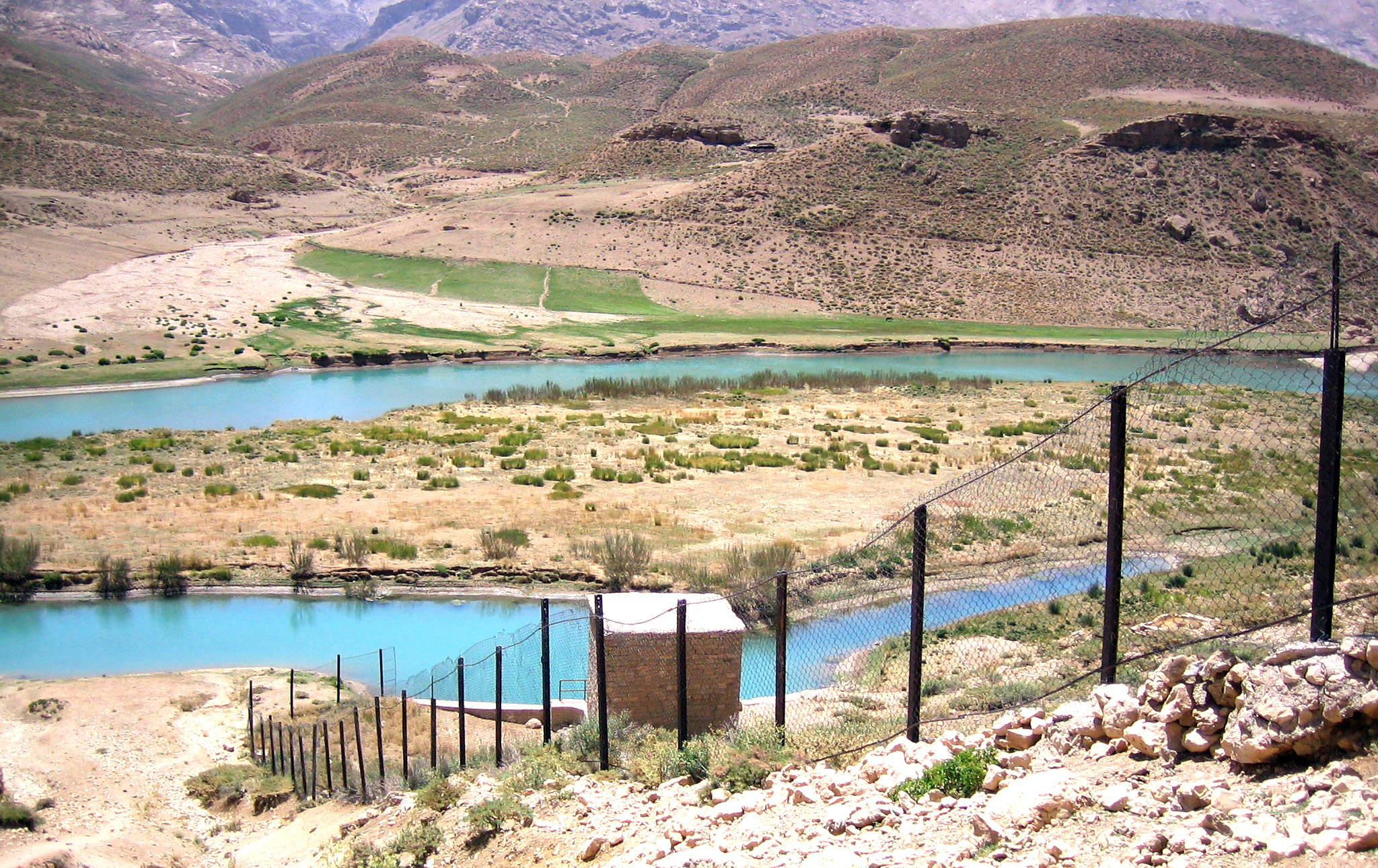
Koohrangrivier
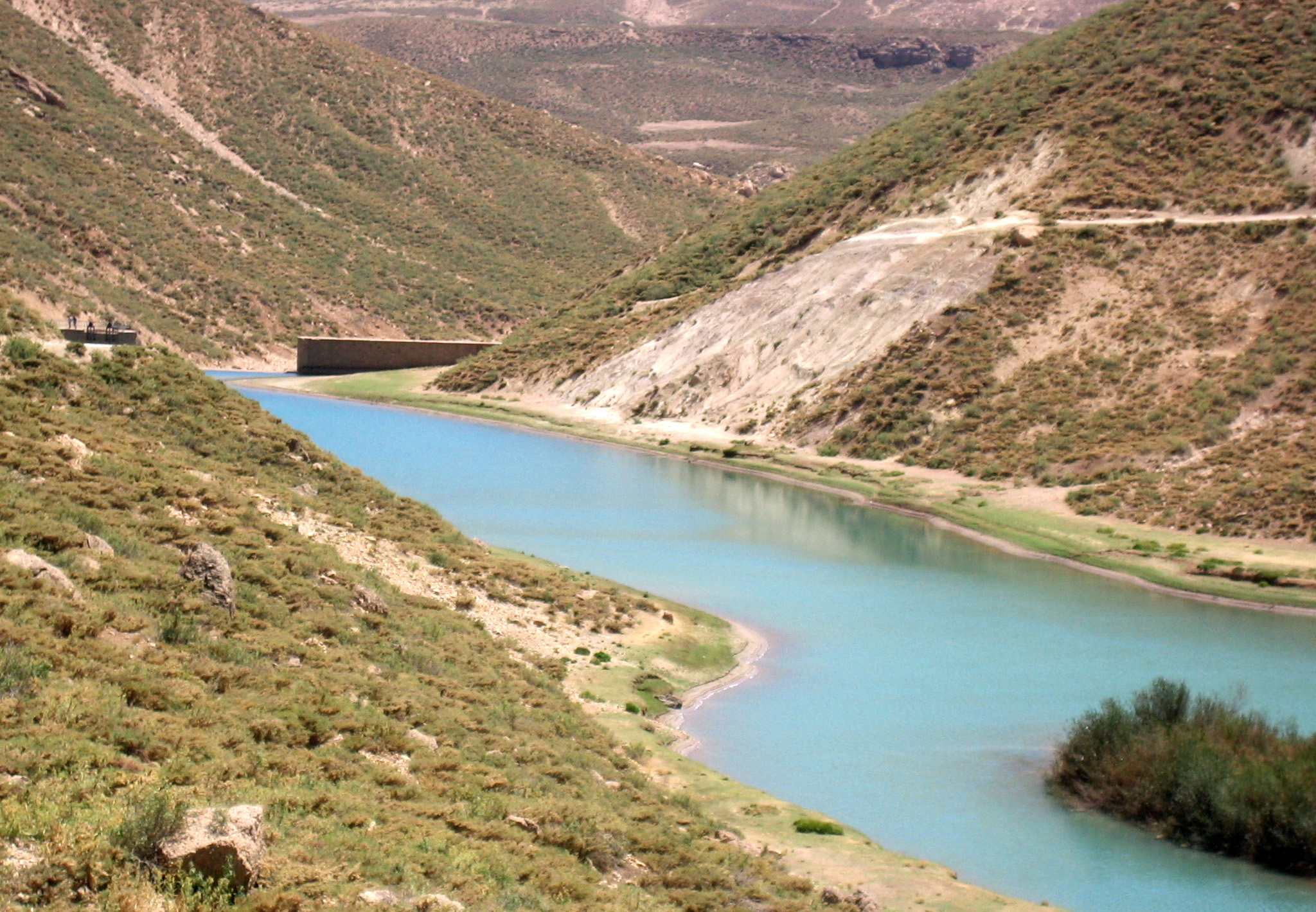
Koohrangrivier
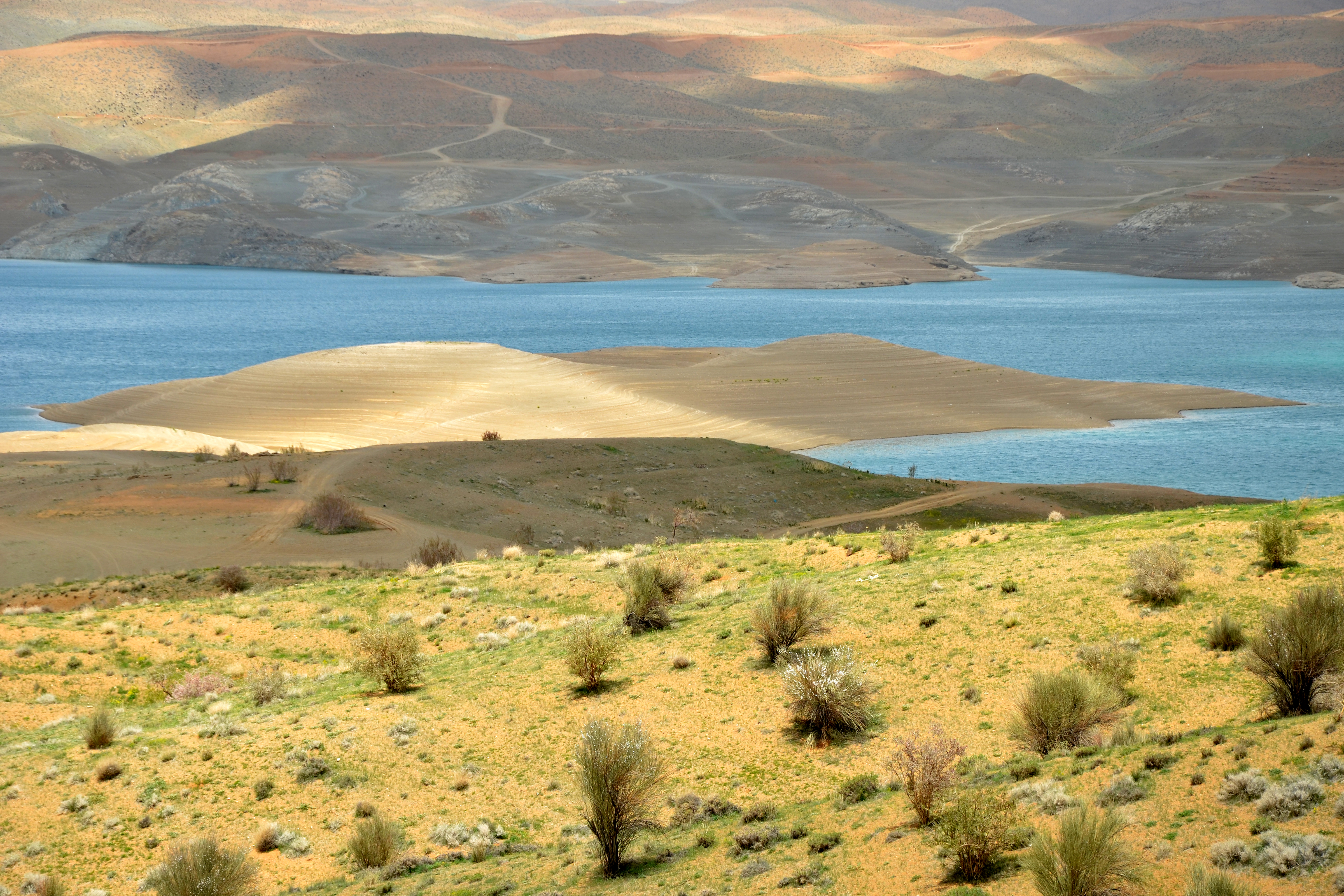
Chadeganmeer
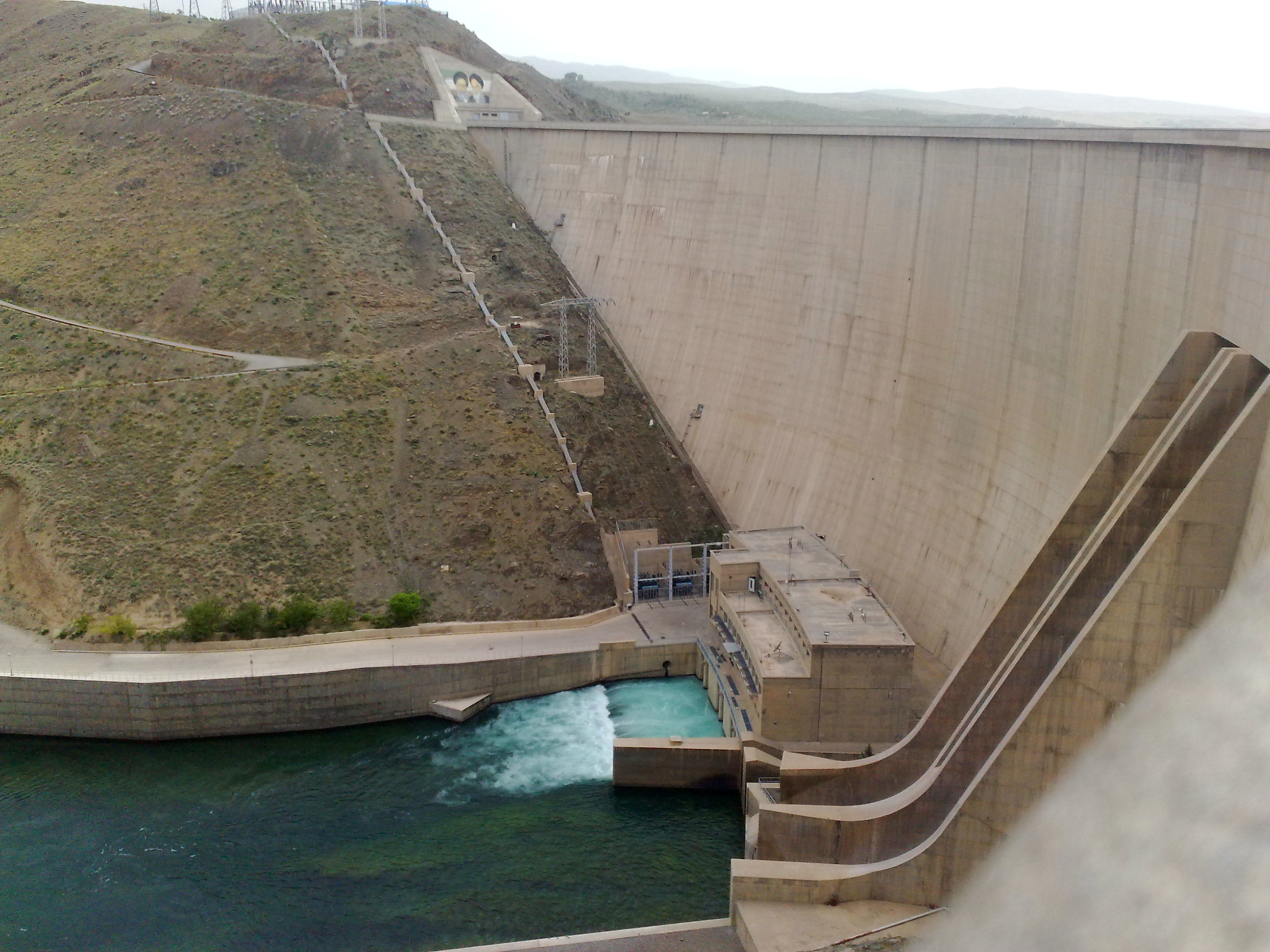
Chadegandam
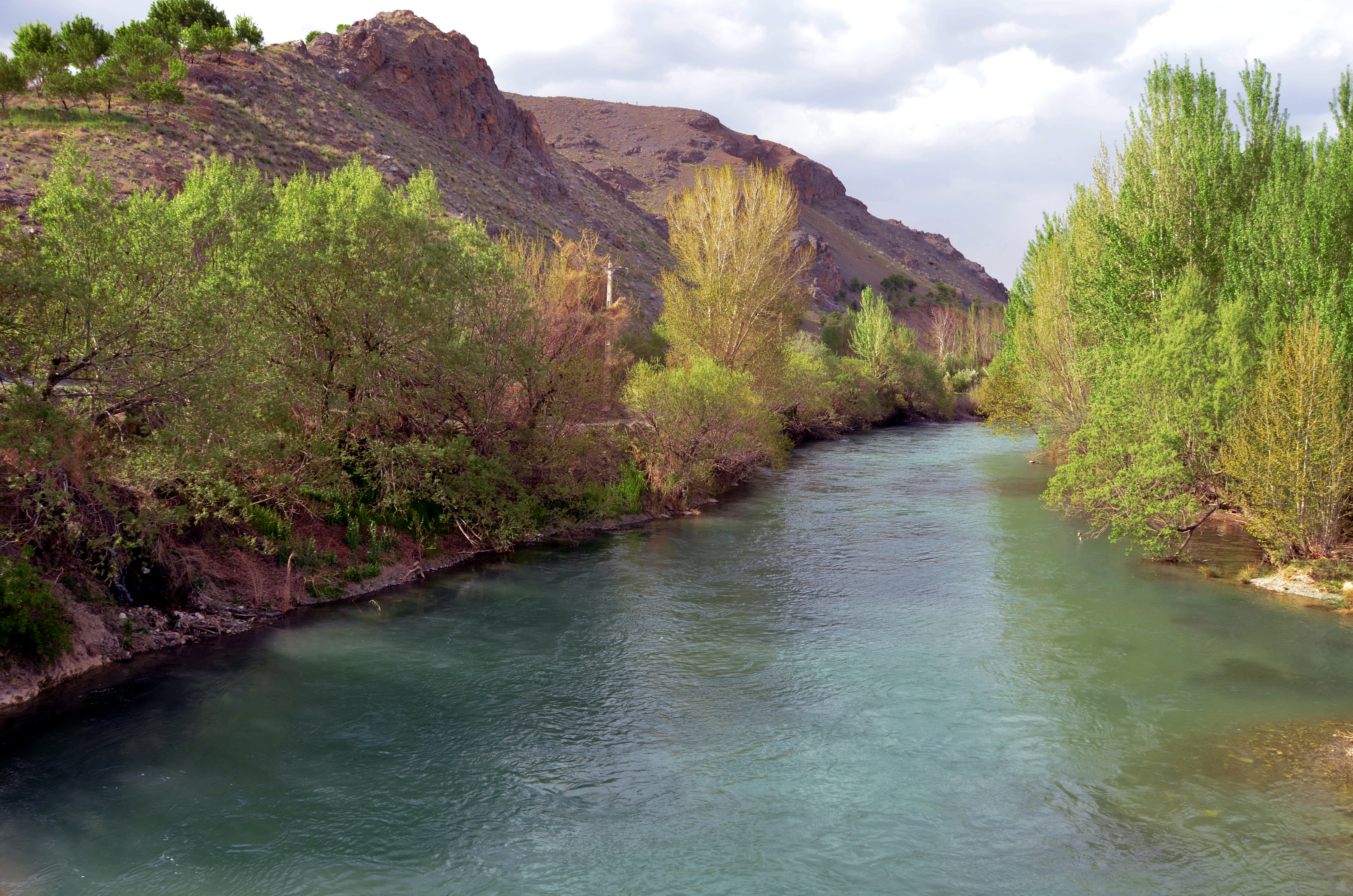
Onderweg tussen Chadegandam en Isfahan
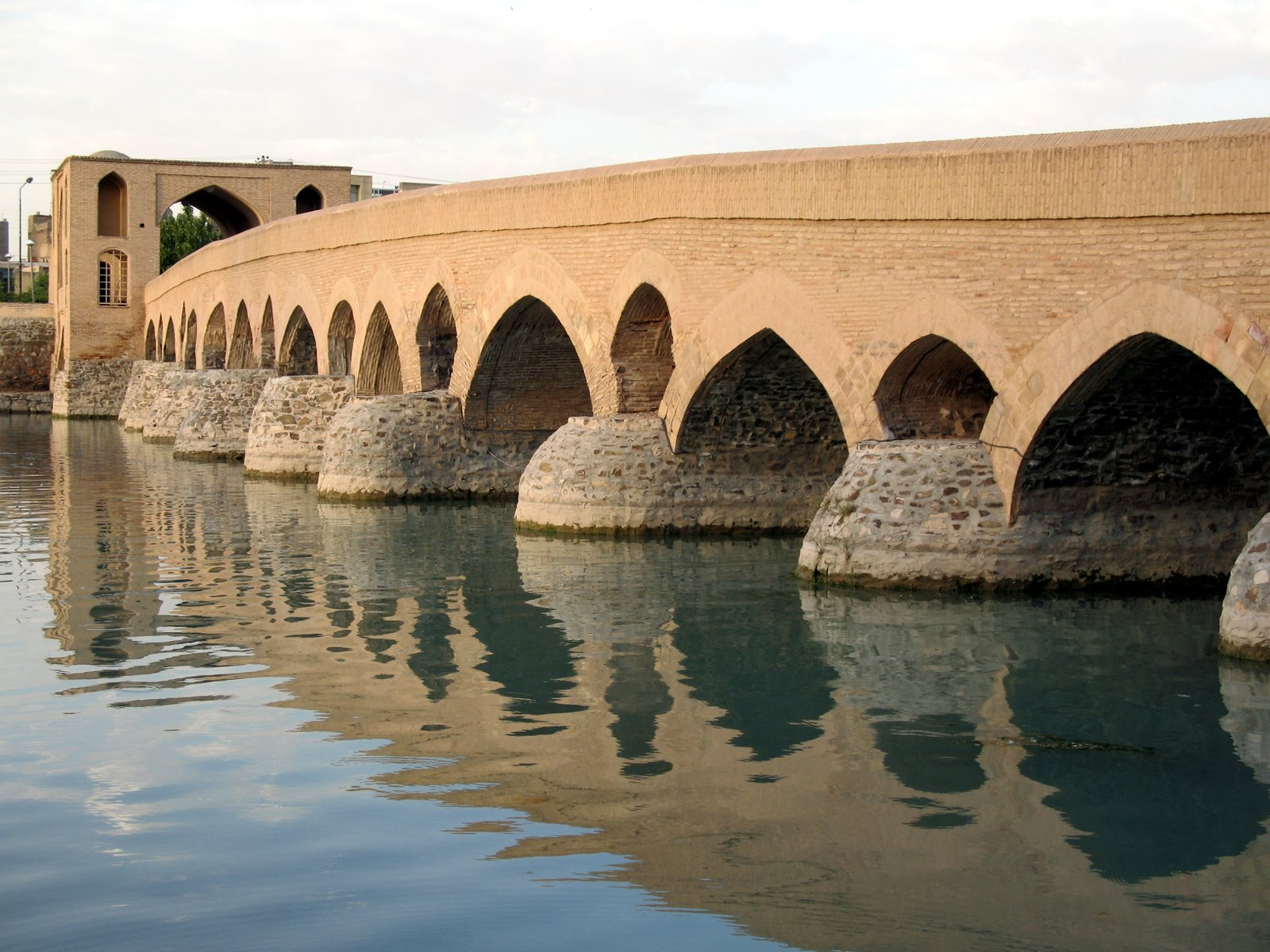
Sharestanbrug
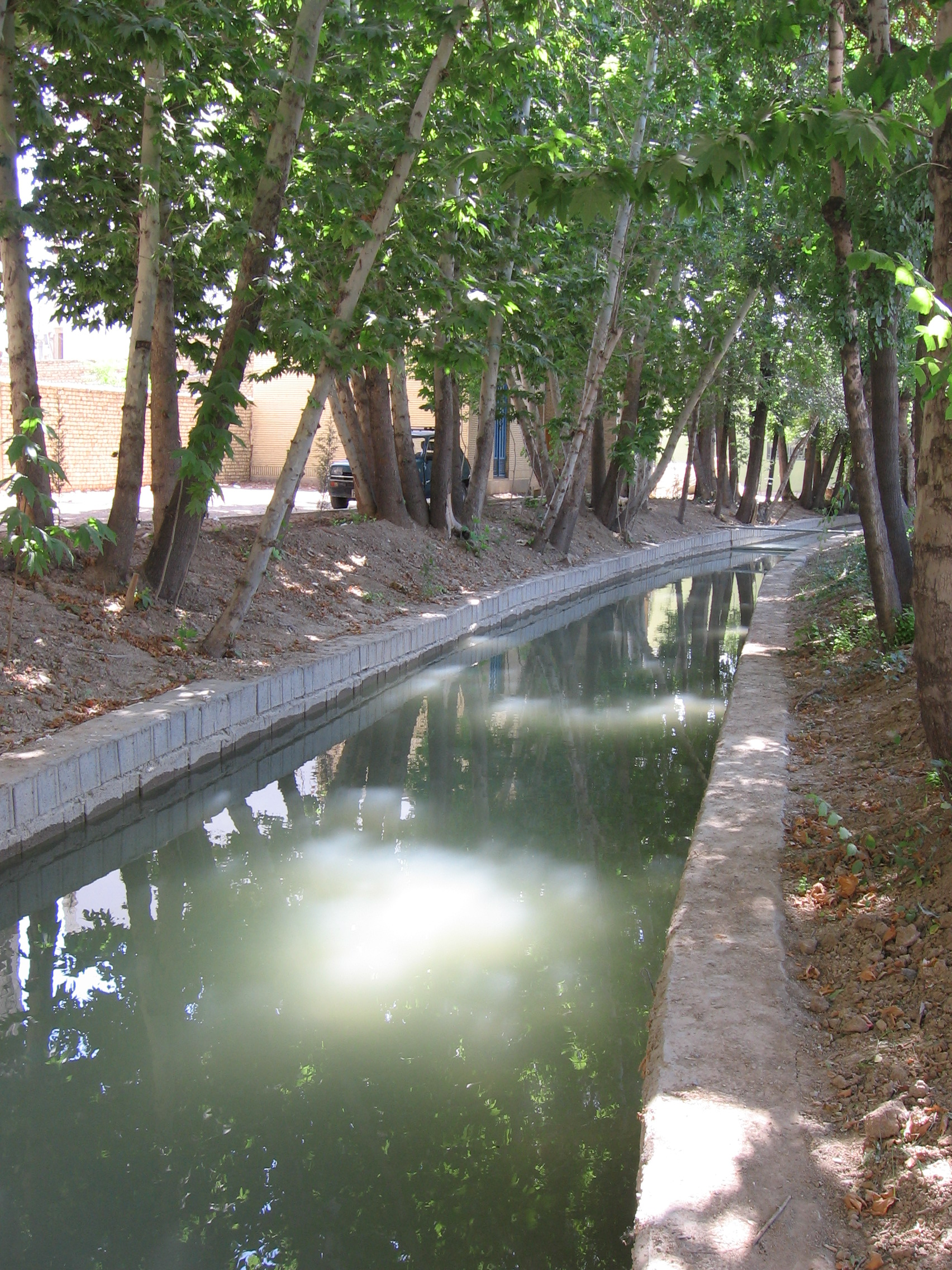
Maadi, kanaalsysteem in Isfahan
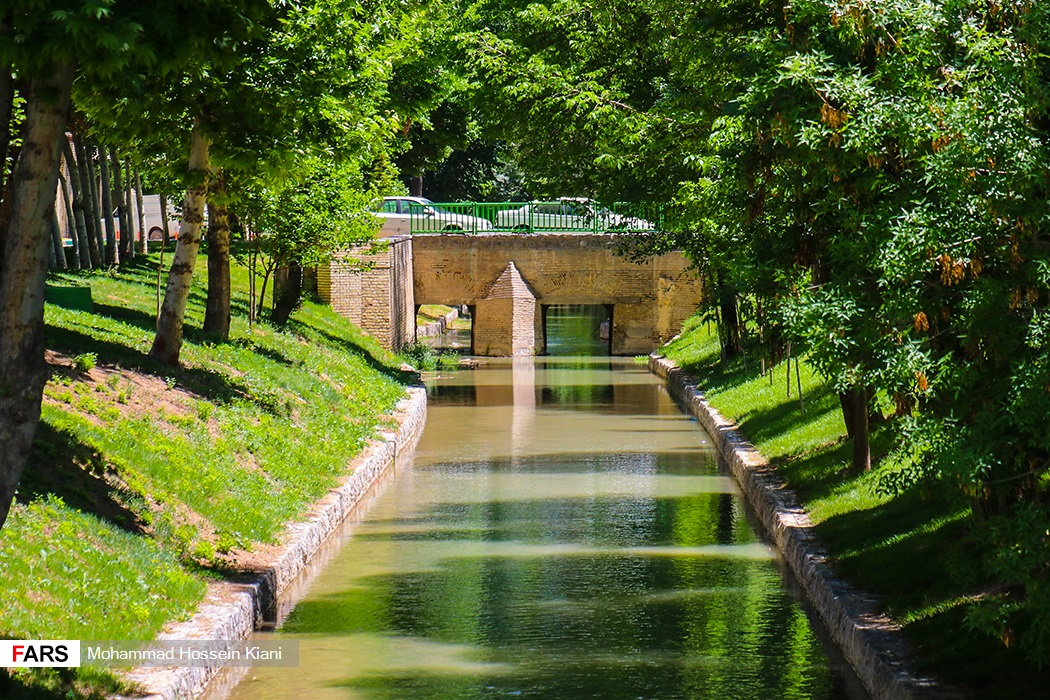
Niasarm-kanaal